# Bunopithecus
Bunopithecus（ブノピテクス）は絶滅した霊長類の属のひとつで、 テナガザルもしくはテナガザルに似た類人猿であったBunopithecus sericus 一種からなる。 その遺跡は中国・四川省の中期更新世の地層で発見された。